# پنج حس اروس
پنج حس اروس (به انگلیسی: Five Senses of Eros، به کره‌ای: 오감도) یک فیلم آنتولوژی محصول کره جنوبی سال ۲۰۰۹ با پنج فیلم کوتاه که داستان عشق و اشتیاق را به تصویر می‌کشد اما در سبک‌ها و ژانرهای مختلف. فیلم‌های کوتاه عبارتند از: نگرانی او به کارگردانی بیون هیوک؛ من اینجام به کارگردانی هور جین هو؛ مرد سی‌وسوم به کارگردانی یو یونگ شیک؛ پایان من آغاز من است به کارگردانی مین کیو دونگ؛ و لحظه را باور کن به کارگردانی اوه کی کوان.